# Eremophila saligna
Eremophila saligna är en flenörtsväxtart som först beskrevs av Spencer Le Marchant Moore, och fick sitt nu gällande namn av Charles Austin Gardner. Eremophila saligna ingår i släktet Eremophila och familjen flenörtsväxter. Inga underarter finns listade i Catalogue of Life.